# Johannes Thiele (kemist)
Friedrich Karl Johannes Thiele, född 13 maj 1865 i Ratibor, död 17 april 1918 i Strassburg, var en tysk kemist.

## Biografi
Thiele blev 1890 filosofie doktor i Halle an der Saale, 1886 assistent och 1892 docent hos Jacob Volhard, kallades 1893 till e.o. professor i kemi vid Adolf von Baeyers institut i München och 1902 till ordinarie professor vid universitetet i Strassburg. 
I München framställde Thiele nitroguanidin, semikarbazid och en mängd andra intressanta, kvävehaltiga organiska ämnen; vidare en grupp av färgade kolväten, fulvener, samt utarbetade en efter honom benämnd teori för konjugerade dubbelbindningar, genom vilken han försökte förklara de aromatiska ämnenas från vanliga omättade föreningar avvikande natur. 
Thiele var en av sin tids skickligaste experimentatorer på den organiska kemins område och även synnerligen framstående som akademisk lärare. Från 1910 var han en av redaktörerna för "Liebigs Annalen der Chemie".